# Innocenzo Spinazzi

Innocenzo Spinazzi (Roma, 1726 - Florencia, 1798) fue un escultor italiano rococó del siglo XVIII que estuvo activo en Roma y Florencia.

## Biografía
Innocenzo Spinazzi fue el hijo de un orfebre. Fue aprendiz de Giovanni Battista Maini. Desde Roma, se trasladó a Florencia en 1769 como escultor oficial del Gran-duque Pedro Leopoldo para completar algunos fragmentos antiguos de mármol.
Entre 1771 y 1774 talló el busto de Leopoldo, hoy en la Galería Palatina. Para la iglesia de Santa Croce esculpió las tumbas de Giovanni Lami (1770), Angelo Tavanti (1782) y Nicolás Maquiavelo (1787). En 1784, impartió clases en la Accademia di Belle Arti.  Más tarde, en 1792, esculpió el ángel del grupo escultórico del Bautismo de Cristo realizado por Andrea Sansovino y Vincenzo Danti.
Otras pruebas de su virtuosismo son visibles en las figuras de la capilla principal de Santa Maria Maddalena dei Pazzi (Fede -1781) y (Religione -1794) inspiradas en obras del napolitano Antonio Corradini.

## Obras
- Finalización de la estatua de San Giuseppe Colasanti en la nave de la Basílica de San Pedro de Roma(1775)
- Busto de Leopoldo (1771 - 1774)
- Tumba de Giovanni Lami (1770), Santa Croce.
- Tumba de Angelo Tavanti (1782), Santa Croce.
- Tumba de Nicolás Maquiavelo (1787), Santa Croce.
- Complemento de un ángel para el groupe del Battesimo di Cristo de Andrea Sansovino y Vincenzo Danti, Baptisterio de  San Juán (Florencia).
- Alegorías de la Fe y la Penitencia, inicialmente en la iglesia de Santa Maria Maddalena dei Pazzi, conservadas en el museo cívico de Turín

- Wikimedia Commons alberga una galería multimedia sobre Innocenzo Spinazzi.